# Gerhard Rodax
Gerhard Rodax (Tattendorf, 29 agosto 1965 – Traiskirchen, 17 novembre 2022) è stato un calciatore austriaco, di ruolo attaccante.

## Biografia
Muore il 17 novembre 2022, investito da un treno.

## Carriera
Attivo dal 1983 al 1996, militò dapprima nell'Admira/Wacker, con cui segnò 84 reti in 192 partite, e poi, nella stagione 1990-1991, nell'Atlético Madrid, con cui vinse la Coppa del Re. Nel 1992-1993 vestì la maglia del Rapid Vienna, per poi tornare all'Admira, dove chiuse la carriera nel 1996.
Dal 1985 al 1991 collezionò 20 presenze e 3 reti con la maglia della nazionale austriaca, con cui partecipò al campionato del mondo 1990, nel corso del quale andò a segno nel successo per 2-1 contro gli Stati Uniti.

## Palmarès

### Club
- Supercoppa d'Austria: 1

Admira Wacker: 1989
- Coppa di Spagna: 1

Atlético Madrid: 1990-1991

### Individuale
- Capocannoniere della Bundesliga austriaca: 1

1989-1990 (35 gol)
- Calciatore austriaco dell'anno: 1

1989